# Can Pi (Begur)
Can Pi és una casa de Begur fruit d'una reforma de 1860, promoguda per Pere Pi Carreras, que la va comprar en tornar de Cuba, a on havia emigrat juntament amb el seu germà Josep, de la veïna Casa Josep Pi Carreras.
Per la banda del carrer té planta baixa i pis, però per la banda del darrere té una planta aprofitant el desnivell fins a l'hort. La façana és de caràcter tradicional, té les finestres emmarcades en pedra, les del primer pis allindades i les de la planta baixa en arc escarser.